# Мохокиди
Мохокидите (Mochokidae) са семейство актиноптери от разред Сомоподобни (Siluriformes).
Таксонът е описан за пръв път от Дейвид Стар Джордан през 1923 година.

## Родове
- Acanthocleithron
- Atopochilus
- Atopodontus
- Chiloglanis
- Euchilichthys
- Microsynodontis
- Mochokiella
- Mochokus
- Synodontis – Синодонтиси